# Universitet för vetenskap och kultur
University of Science and Culture  ( engelska : University of Science and Culture) är ett av universiteten i Teheran. Detta universitet grundades 1372 under titeln Teheran ACECR Institute of Higher Education, med officiellt tillstånd från Irans ministerium för vetenskap, forskning och teknologi, av Jihad University.
USC är ett av de största och mest prestigefyllda av de icke-statliga universiteten i Iran.

## Plats
Den centrala byggnaden för detta universitet ligger i Punak-området i Teheran och har ett tak på cirka 20 000 kvadratmeter, vilket inkluderar utbildningsutrymme, utbildnings- och administrativt stöd, inklusive huvudkontor, central, fakulteten för konst och arkitektur, forskarutbildning enhet nummer 1 och nummer 2, Technology Development Research Institute och Royan Research Institute står till deras förfogande och de planerar att uppgradera utrymmet till 3 hektar i enlighet med universitetets översiktsplan. 
Dessutom har detta universitet två filialer i städerna Hamadan och Rasht. 

## Universitetsfakulteterna
Science and Culture University har fem fakulteter.  
- Fakulteten för teknik och teknik
- Fakulteten för konst och arkitektur
- Humanistiska fakulteten
- Fakulteten för basvetenskap och turism
- Institutionen för olja och gas

## Samverkande forskningsinstitut
- Royan forskningsinstitut
- Ibn Sina forskningsinstitut
- Forskningsinstitutet för humaniora och samhällsvetenskap
- Elforskningsinstitutet
- Medicinal Plants Research Institute
- Forskningsinstitutet för naturvetenskap och konst
- Chemical Industries Development Research Institute
- Sharifs akademiska och industriella jihadorganisation

## Internationella partneruniversitet
- University of Warwick, England
- University of Sheffield, England
- University of Putra, Malaysia [4]
- University of Science Malaysia